# ジャック・ランスロ
ジャック・ランスロ（Jacques Lancelot, 1920年4月20日 - 2009年2月7日）はフランスのクラリネット奏者。

## 解説
ルーアンの生まれ。カーン音楽院でフェルナン・ブラシェ(Fernand Blachet)に学んだ後、パリ音楽院でオーギュスト・ペリエに師事し、1939年に一等賞を得て卒業している。また、フェルナン・ウーブラドゥに室内楽も学んだ。
その後、カエン音楽院の教授となったが、1947年にはルーアン音楽院の教授に就任し、ニース国際アカデミーでも教鞭をとった。1953年からは、ビュッフェ・クランポン社のクラリネットの開発にも協力している。
演奏者としては、1941年からコンセール・ラムルーの首席奏者を務め、ギャルド・レピュブリケーヌ吹奏楽団の首席奏者にもなった。また、ジャン＝ピエール・ランパルらと結成したパリ木管五重奏団の活動も名高い。
教え子には日本人クラリネット奏者の浜中浩一や横川晴児、二宮和子らがいる。また北爪やよひの「クラリネットとピアノのためのソナチネ」を気に入り、リサイタルで取り上げ楽譜も出版した。